# گویچه‌ای جنوبی
گویچه‌ای جنوبی (نام علمی: Cotula australis) نام یک گونه از سرده گویچه‌ای‌ها است.